# Miasmata
Miasmata (griechische Mehrzahl von Miasma) ist ein Survival-Horror-Videospiel mit egoperspektivischer Darstellung, das im Jahr 2012 von IonFX für Microsoft Windows veröffentlicht wurde.

## Spielprinzip
Miasmata ist ein Horror-Survival-Abenteuer-Spiel, in dem man einen Charakter namens Robert Hughes durch gefährliches Gelände lenkt und durch das Sammeln von Kräutern ein Heilmittel gegen eine unbekannte Krankheit herstellen muss.
Dabei muss der Protagonist mithilfe von verschiedenen Toniken nicht nur die unbekannte Krankheit heilen, sondern auch Fieber und andere kleinere Erkrankungen heilen. Zudem können nur bestimmte Pflanzen und Pilze verwendet werden, dafür kann aus diesen aber  Leistungssteigerungsmittel gewonnen werden, welche dem Charakter beispielsweise bessere Ausdauer verleihen.
Die Suche wird durch ein unbekanntes Monster erschwert, welches unbesiegbar ist und auf jede Aktion des Spielers reagiert.

### Karte
Das Spiel verfügt über ein Kartographie-System. Die Karte muss entweder durch Triangulation oder mit vorgefertigten Karten vervollständigt werden. Diese Karten gibt es aber nur für die Küstenregionen. Will man die gesamte Karte vervollständigen, muss man die Triangulation nutzen.

## Entwicklung
Miasmata wurde innerhalb von vier Jahren von zwei Brüdern, Joe und Bob Johnson, entwickelt. Die Entwicklung erfolgte unter dem Studionamen IonFX. Joe Johnson entwickelte die Spielengine mit dem Namen MILO.

## Bewertung
Die Website Metacritic aggregierte eine Wertung von 76 %.